# Jean-Arnaud Raymond
Pour les personnes ayant le même patronyme, voir Raymond.
Jean-Arnaud Raymond (né à Toulouse le 4 avril 1742 - 28 janvier 1811) est un architecte français.

## Biographie
Il est né à Toulouse dans une famille d'artisans maçons et de charpentiers. Il a attiré l'attention d'un riche collectionneur toulousain, Nicolas-Joseph de Marcassus, baron de Puymaurin (1718-1791). Il est l'élève de Jean-François Blondel et Jacques-Germain Soufflot. Il intègre en 1762 l'académie royale d'architecture où il est l'élève de Charles Lécuyer. Il reçoit la première médaille du prix d'émulation en 1764. Il remporte le grand prix d'architecture (futur Prix de Rome) en 1766. Il séjourne à l'Académie de France à Rome de 1769 à 1772. Il prolonge son séjour en Italie jusqu'en 1776 pour étudier l'architecture palladienne. 
Il est nommé architecte des États de Languedoc. C'est à ce titre qu'il dirige notamment les travaux de la place du Peyrou à Montpellier. 
Installé à Paris, il donne les plans pour l'agrandissement de l'hôtel d'Élisabeth Vigée et Jean-Baptiste Pierre Lebrun, rue de Cléry, en 1784-1785. Il devient architecte en chef du palais du Louvre en 1798. Il est chargé du projet d'Arc de triomphe de l'Étoile avec Chalgrin en 1806, qui n'est pas achevé à sa mort.
Il est appelé en 1783 sur le chantier de reconstruction du monastère royal de Prouille (Aude) afin de procéder aux remaniements intérieurs de l'église gothique Notre-Dame sur la base des plans établis en 1746 par Jacques Hardouin-Mansart de Sagonne. Les ouvrages sont effectués en 1785-1787 et marquent la fin d'une longue reconstruction.
Il est admis en 1784 à l'Académie royale d'architecture et, en 1795, dans la section d'architecture de l'Académie des beaux-arts de Institut de France.

## Principales constructions

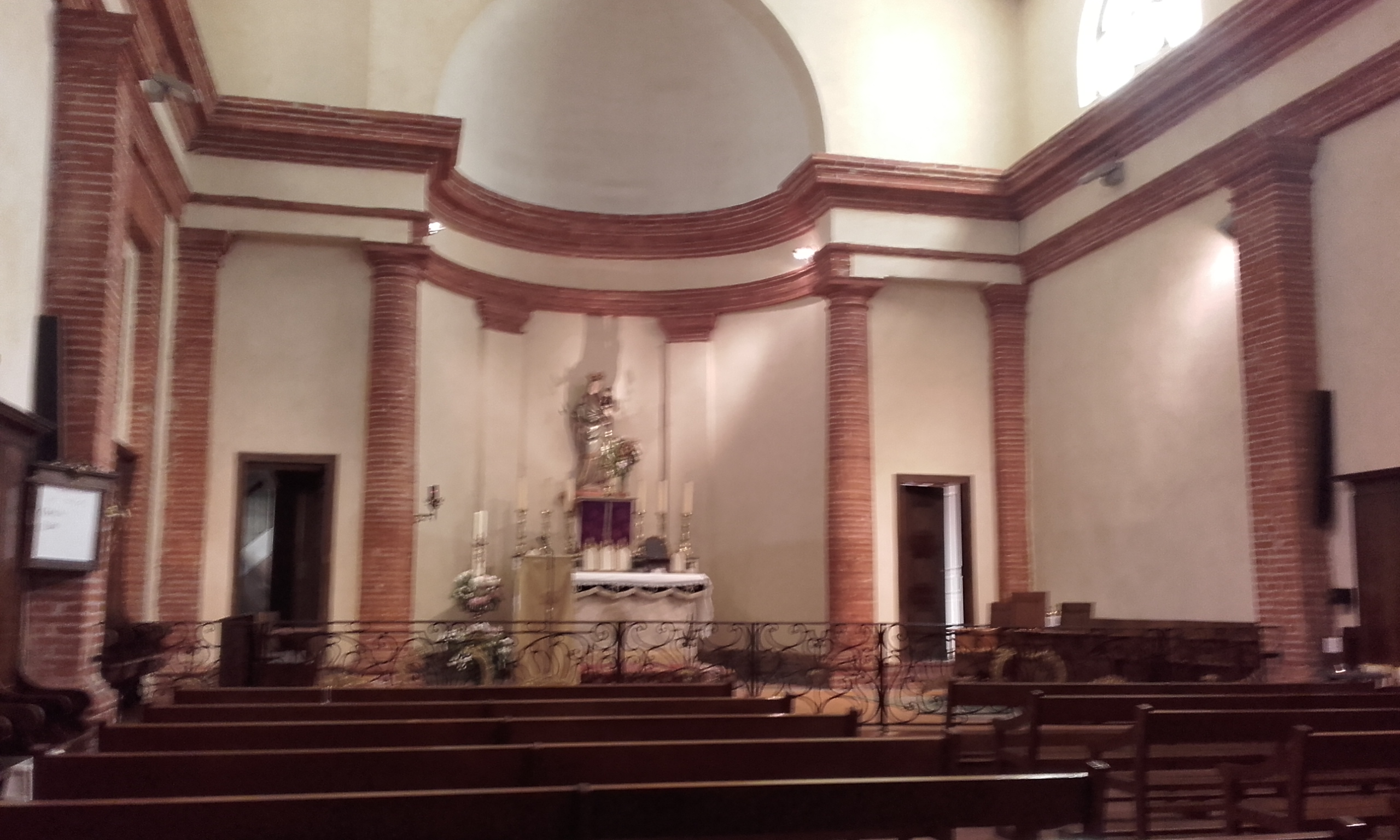
Intérieur de la chapelle du Férétra

- 1775 : aménagement intérieur du palais de l'archevêché de Toulouse
- 1776 : chambre diocésaine de l'archevêché de Toulouse, rue Saint-Jacques
- 1784-1785 : réaménagement de la chapelle Saint-Roch-du-Férétra de Toulouse[2]
- 1785 : église collégiale Saint-Martin de L'Isle-Jourdain (Gers)
- 1785-1787 : église Notre-Dame du monastère royal de Prouille
- 1786 : ancien hôtel Rivet, ancienne préfecture, actuelle école des beaux-arts à Nîmes[3]